# Scatella arizonensis
Scatella arizonensis är en tvåvingeart som beskrevs av Cresson 1935. Scatella arizonensis ingår i släktet Scatella och familjen vattenflugor. Inga underarter finns listade i Catalogue of Life.